# Homely Girl
Homely Girl is een nummer van de Amerikaanse zanggroep The Chi-Lites uit 1974. In 1989 bracht de Britse reggaeband UB40 een cover van het nummer uit, als eerste single van hun negende album Labour of Love II.
Het nummer gaat over een vrouw die vroeger op school als meisje lelijk gevonden werd, maar waar nu alle mannen voor vallen. Alleen de ik-figuur zag de schoonheid van de vrouw al wél tijdens hun schooltijd. De originele versie van "Homely Girl" werd alleen in het Verenigd Koninkrijk een hit. UB40 scoorde er met hun uitvoering een veel grotere hit mee, met een 2e positie in het Verenigd Koninkrijk. In de Nederlandse Top 40 was het de cover succesvoller met een 2e positie, terwijl het in de Vlaamse Radio 2 Top 30 tot de 11e positie reikte.